# London Bridge (Lake Havasu City)
A London Bridge (magyarul London híd) egy híd volt London belvárosában egészen 1968-ig, amikor is egy amerikai olajmágnás megvásárolta. Ma az Arizona állambeli Lake Havasu Cityben található.

## Története

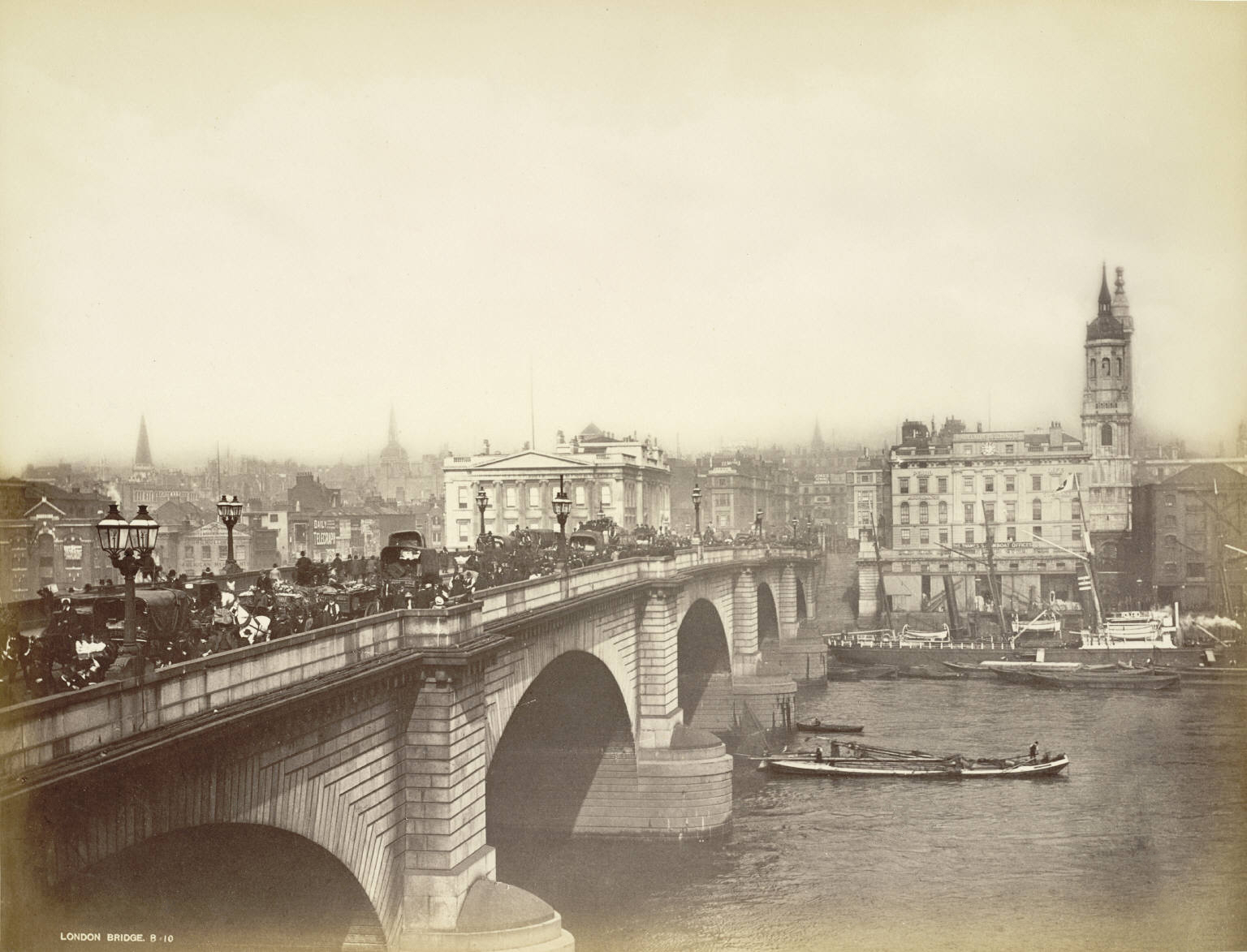
A híd régen Londonban

1831-ben építették. Eredetileg a Temzét hidalta át a brit fővárosban. Ám mivel fokozatosan süllyedni kezdett (ennek hatására született meg a népszerű gyermekdal, a "London Bridge is falling down", vagyis a "Leszakad a London híd") eladásra kínálták a hidat. 1968-ban Robert P. McCulloch, tehetős olajmágnás a McCulloch Oil Corporation vezetője és Lake Havasu City alapítója megvásárolta a hidat London városától az új település számára. A szerkezetet Londonban szétszerelték, az összes darabját megszámozták, majd hajóval új helyére szállították, ahol három év alatt újra összeszerelték. A London Bridge ma Arizona állam egyik fő turisztikai látványossága. McCulloch azért vásárolta meg a hidat, mert újonnan alapított települése kongott az ürességtől. Csalogatóra volt szüksége, és mivel épp szükség volt egy hídra, a London Bridge tökéletes választás volt. Miután az építményt másodszorra is átadták, az emberek szó szerint csak úgy özönlöttek Lake Havasu City-be. Eközben Nagy-Britanniában szárnyra keltek pletykák, miszerint a tudatlan amerikai nagyot csalódott, amikor meglátta a híd darabjait, ugyanis ő igazából a Tower hidat rendelte meg. Ám ez nem volt igaz, McCulloch még személyesen is elutazott Londonba, hogy megtekintse települése leendő hídját. Csupán az akkori nemzetközi feszültség szülte a történetet, hogy butának és tudatlannak állítsa be az amerikaiakat.